# Règles du London Prize Ring

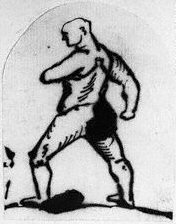
Portrait de Jack Broughton

Les règles du London Prize Ring encadrent les combats de boxe à mains nues. En 1743, le Britannique Jack Broughton avait élaboré une liste de règles qui leur a servi d'inspiration. Promulguées en 1838 et révisées en 1853, les 29 règles ont été appliquées pendant plus d'un siècle avant d'être progressivement remplacées dans la seconde moitié du XIXe siècle par les règles du Marquis de Queensberry.

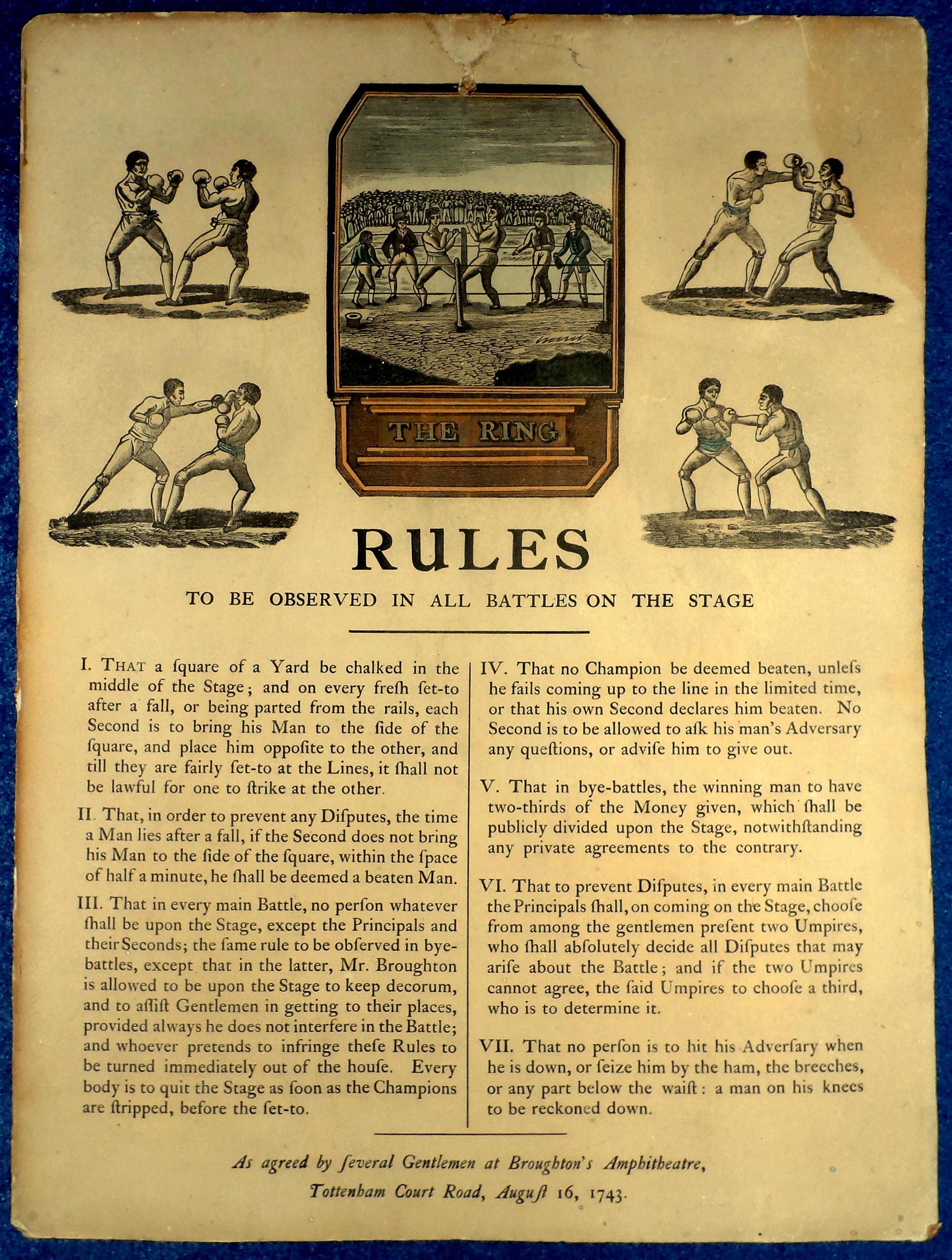
Broughton's rules

## Règles
1. On établira le ring sur l'herbe ; il sera de 24′ 0″ (7,32 m) et formé de 8 piquets et de cordes, la dernière double, la plus haute à 4′ 0″ (1,22 m) du sol et la plus basse à 2′ 0″ (0,61 m). Dans le centre du ring, une marque sera faite qui s'appelle le scratch.
2. Chaque combattant sera assisté de deux seconds et d'un porteur de bouteilles. Les combattants, après s'être serré la main, s'écarteront pendant que les seconds tireront au sort les places. Celui qui sera favorisé choisira son côté pour ne pas avoir le vent dans la figure ou le soleil dans les yeux.
3. Chaque combattant sera pourvu d'un mouchoir de couleur, la couleur sera à sa fantaisie. Ces mouchoirs, fixés à l'extrémité du piquet du centre, seront appelés les couleurs, et le gagnant pourra s'en emparer comme trophée de sa victoire.
4. Les deux arbitres seront choisis parmi les seconds pour suivre le combat et découvrir les infractions aux règles imposées. Un arbitre, choisi par les deux premiers arbitres, décidera en dernier ressort. Cet arbitre sera pourvu d'un chronomètre et fera office de chronométreur.
5. Quand les concurrents seront déshabillés, il appartiendra aux seconds d'examiner leurs vêtements pour constater qu'aucune irrégularité n'est commise.
6. Les chaussures des combattants n'auront pas plus de 3 clous qui ne mesureront pas plus de 3/8e de pouce. Deux seront placés à la partie la plus large de la semelle, un autre au talon. Dans le cas où l'un des combattants enfreindrait cette règle, il devrait, pour ne pas perdre l'enjeu, changer immédiatement de chaussures.
7. Les deux hommes étant près, ils seront placés des deux côtés du scratch, à l'endroit choisi comme il est dit plus haut, et tous ceux qui sont sur le ring doivent quitter la place aussitôt que les deux combattants se seront serré la main. Cette règle est absolue et toute infraction fera perdre le prix de la partie à celui qui ne s'y conformerait pas.
8. À la fin du round, quand l'un des deux ou les deux combattants sont à terre, les seconds sauteront sur le ring et s'occuperont de leur boxeur, sans qu'il soit permis aux autres assistants de s'entremettre.
9. À l'expiration des 30 s, l'arbitre délégué criera : Time. Aussitôt, chaque combattant quittera le coin de son second et ira du côté du scratch qui lui est réservé par ses seuls moyens. Les seconds, comme de raison, quitteront le ring. S'ils ne se conformaient pas à ce règlement et qu'ils demeurassent encore 8 s après que le mot Time a été prononcé, ils feraient perdre leur boxeur. De même, si dans les 8 s un concurrent ne regagnait pas sa place, il serait considéré comme perdant.
10. Il importe que personne, en dehors des seconds et des arbitres, n'ait accès sur le ring si l'on veut que le match suive son cours régulier, sans quoi l'on s'exposerait à ce que l'arbitre donne la victoire à celui qu'il considère comme le meilleur boxeur, malgré l'absence de résultat.
11. Les seconds ne conseilleront pas leurs boxeurs et se garderont de les exciter soit par des encouragements directs soit par des réflexions et ils devront garder le decorum qui convient à la dignité des réunions sportives.
12. En ramassant leurs boxeurs, les seconds s'abstiendront de frapper ou de heurter l'adversaire sous peine de faire perdre celui qu'ils représentent.
13. Il est défendu de tomber sans qu'un coup en ait été la cause, que déjà des coups aient été échangés ou non, sous peine de perdre la partie ; mais cette règle ne s'applique pas à l'homme qui tombe en évitant un coup ou qui est victime de quelque accident.
14. Défense aussi de frapper avec la tête sous peine d'être déclaré vaincu.
15. On ne doit pas frapper un homme à terre ou qui a un genou et une main à terre, ou les deux genoux, à moins cependant que dans cette position, l'homme ne frappe ou ne s'apprête à frapper.
16. Un coup qui atteint un adversaire au-dessous de la ceinture est un coup défendu. De même qu'il est défendu de saisir son adversaire par la taille, par la jambe ou autrement.
17. Toute tentative d'infliger à son adversaire une déchirure, une coupure avec les ongles sera réputée en opposition avec les règles loyales de la boxe.
18. Les coups de pied ou de genou donnés délibérément seront jugés de même.
19. Le montant du pari ne sera payé qu'après résultat proclamé.
20. Les trois arbitres se placeront devant le piquet du centre, en dehors des cordes.
21. Le meneur de paris indiquera le jour et le lieu où le pari sera payé, sans que l'arbitre principal puisse y faire d'objections. Les parties seront strictement engagées par ces règles et elles devront en respecter et la lettre et l'esprit.
22. Dans le cas où un magistrat interviendrait, ou que la nuit tomberait, l'arbitre (ou le teneur de paris dans le cas où il n'y aurait pas d'arbitre de nommé) aura le pouvoir d'ajourner le meeting, autant que possible pour le même jour ou aussitôt que possible. On choisira l'endroit le plus proche de celui qu'on quitte pour gagner du temps.
23. Si l'on ne parvient pas à décider le combat pour la même semaine, du dimanche au dimanche, les paris seront rendus. Dans le cas contraire, les arbitres continueraient leur office, l'enjeu étant remis entre les mains du teneur de paris. Enfin, si le jour indiqué un combattant ne se présentait pas, celui qui serait présent serait considéré comme vainqueur.
24. Tout combattant qui quitte le ring sans autorisation des arbitres sera considéré comme perdant.
25. Pendant que les arbitres et les seconds délibèrent sur un coup douteux, les combattants se tiennent à leur place jusqu'à ce que l'on ait prononcé. Si l'on prononce foul, c'est-à-dire un coup contre les règles, le combat est fini. Au contraire, si l'on prononce fair, c'est-à-dire suivant les règles, on continue. Il faut qu'à ce moment dans les 8s les combattants soient d'un côté du scratch pour éviter d'être considérés comme perdant. Les décisions des arbitres sont irrévocables.
26. On ne peut quitter le ring soit pour éviter des coups, soit pour toute autre chose sans permission de l'arbitre, sous peine de perdre.
27. On ne doit rien avoir dans les mains pendant le combat, ni bois, ni pierre, ni résine. Enfin, aucune substance dure n'est autorisée toujours sous peine de voir se décider contre vous. À toute réquisition de l'arbitre, on devra ouvrir la main pour qu'il puisse se rendre compte qu'on n'a pas eu recours à cet expédient.
28. Défense de se pousser en se tiraillant sur les cordes, de se servir de ses genoux si l'adversaire y est acculé, toujours sous les mêmes peines.
29. Tous les matches quels qu'ils soient, de plein air ou dans une chambre, seront soumis à ces règles.